# 大社湯
大社湯（たいしゃゆ）は、かつて鳥取県倉吉市にあった公衆浴場（銭湯）。浴場及び主屋が国の登録有形文化財に登録されている。
2022年（令和4年）11月30日をもって営業を終了したが、2023年（令和5年）12月時点で建物は現存しており、登録有形文化財のままである。

## 名称
開業当初は「第三鶴の湯」という屋号であったが、南隣に出雲大社倉吉分院があることから「大社湯」の名前で呼ばれるようになり、現在では公式な屋号となっている。

## 歴史
1907年（明治40年）頃に開業した鳥取県内に現存する最古の銭湯であった。大正期には建物の増築、昭和期には改修が行われている。
住宅風の外観が周囲の景観と調和し、明治後期における公衆浴場の形態を今に残す貴重な建造物であることから、2010年（平成22年）には浴場及び主屋が登録有形文化財に登録された。

### 二度の休業と営業再開
2015年（平成27年）にボイラーの故障で一時休業となった際には、貴重な文化財の銭湯を残すため倉吉市が修理費の半分を出資して営業再開に至った。
2016年（平成28年）10月21日に発生した鳥取県中部地震（倉吉市は震度6弱）の影響で浴室のタイルが100枚以上剥がれ落ち、ボイラーも再度故障（一部破損）するなど被災したため、再び休業に陥ることとなった。タイルが明治時代の特注品ということもあり修復の目処が立たず一時は存続の危機に立たされたが、常連客や県外からの観光客、家族らの励ましにより再開を決意、さらに市や県の支援などもあってタイルの修復（元の形状に近い代替のタイルによる）およびボイラーの修理を行うことができたため、約1ヶ月後の11月26日より営業を再開している。
しかし、冒頭のとおり2022年（令和4年）11月30日をもって営業を終了している。

## 建物・内装の特徴

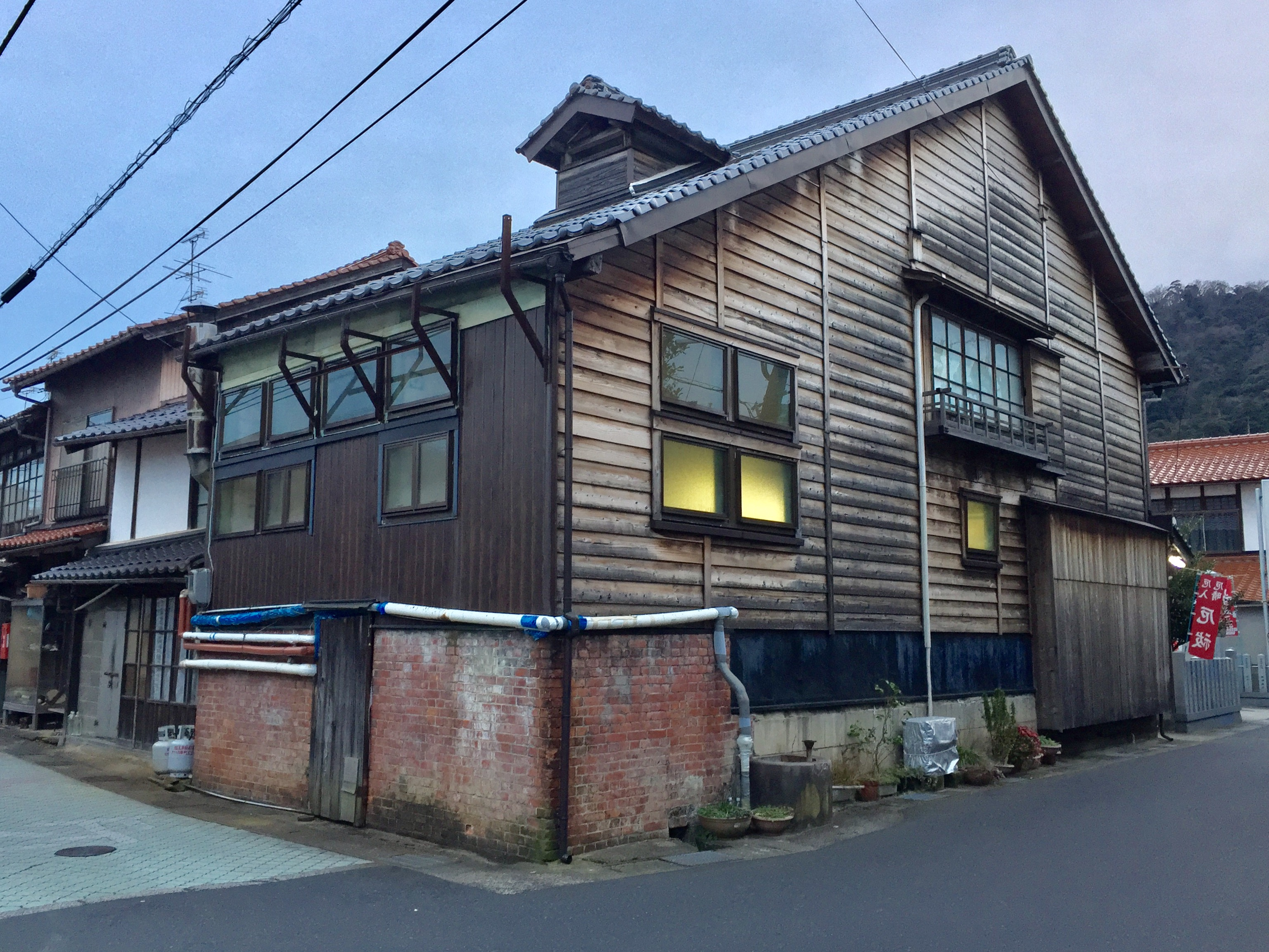
大社湯の外観（2017年1月）

倉吉駅より南西に約3.5km（直線距離）、重要伝統的建造物群保存地区として選定されている打吹玉川（白壁土蔵群）の近くにある。外観は木造建築であるが、一部に煉瓦も使用されている。また、東半分と2階は居住スペースとなっている。
男湯と女湯に分かれた木製のガラス戸（引き戸）より中に入ると番台と脱衣場があり、木製の脱衣ロッカーやアナログ体重計などが設置されている。細長い扉（開き戸）を開けると浴室があり、石造りの浴槽が一つと汲み湯用の水鉢、立ちシャワーが設置されている一方で、カランについては銭湯では珍しく設置されていない。また床や壁、浴槽の底は様々な色・柄のタイルによって装飾されている。
なお、2016年（平成28年）の地震で浴室のタイル100枚以上が剥がれ落ち破損したため、元の形状に近い代替タイルによる修復が施されている。

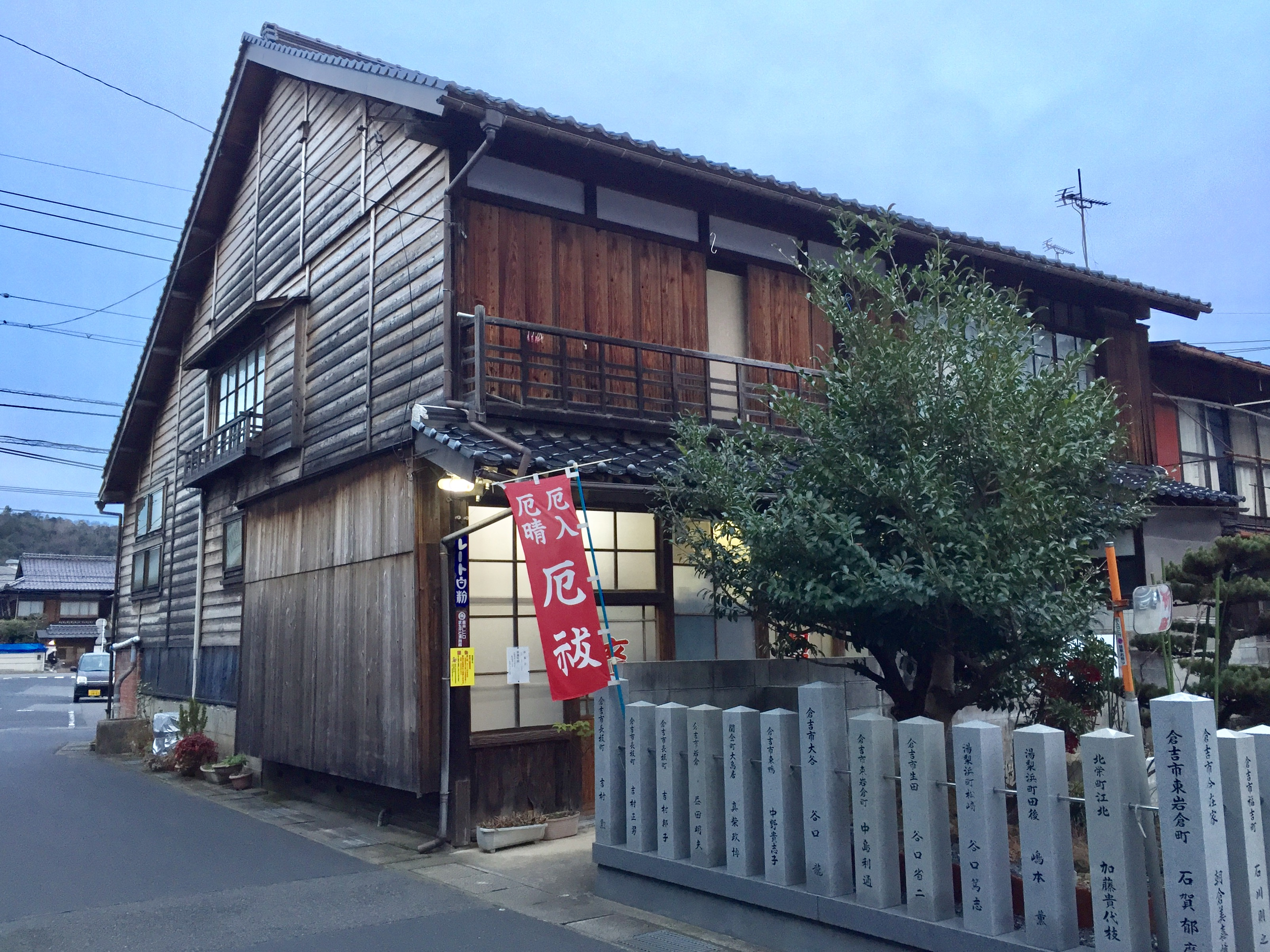
南側（入口側）の外観
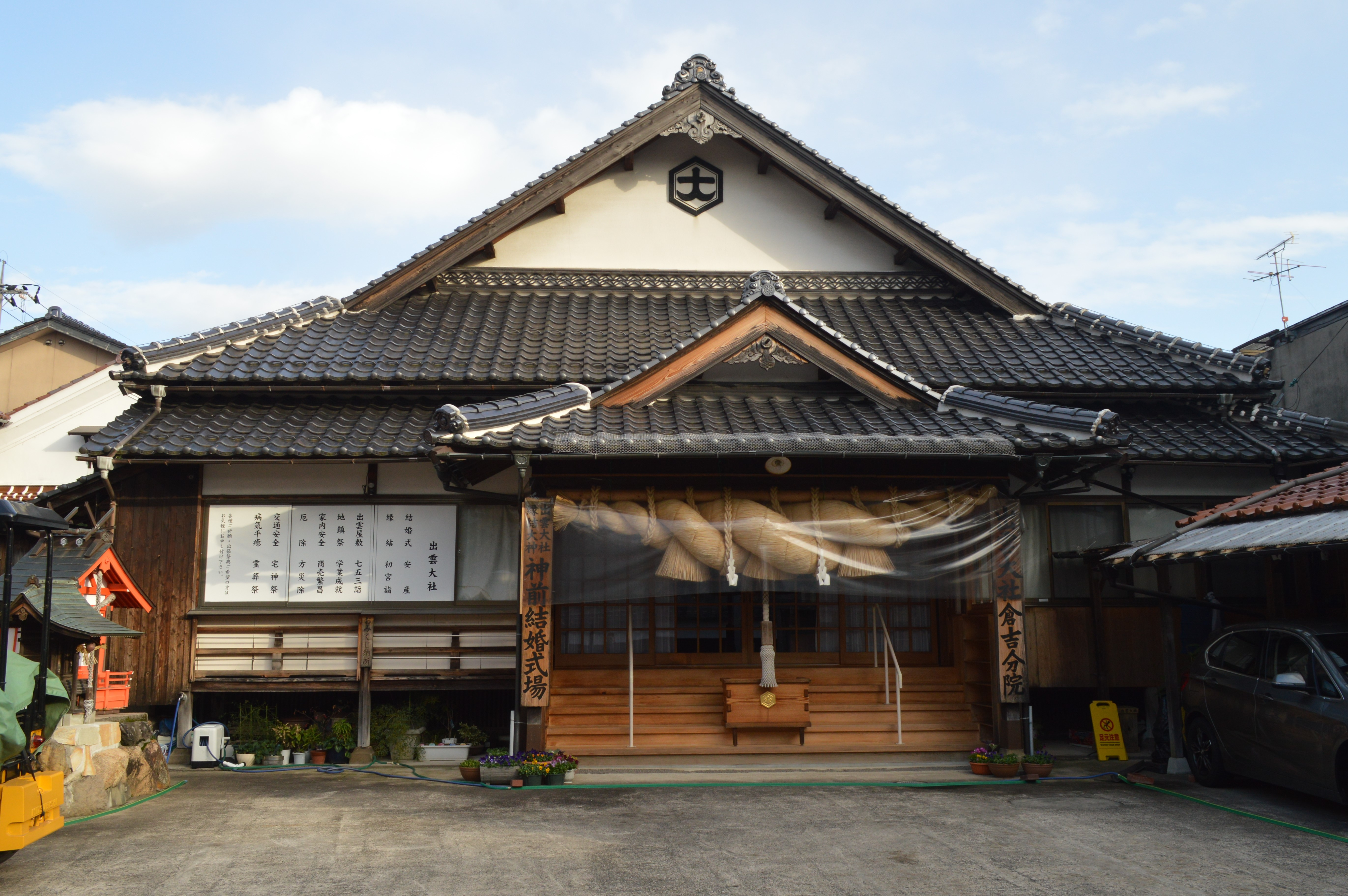
名称の由来となった出雲大社倉吉分院
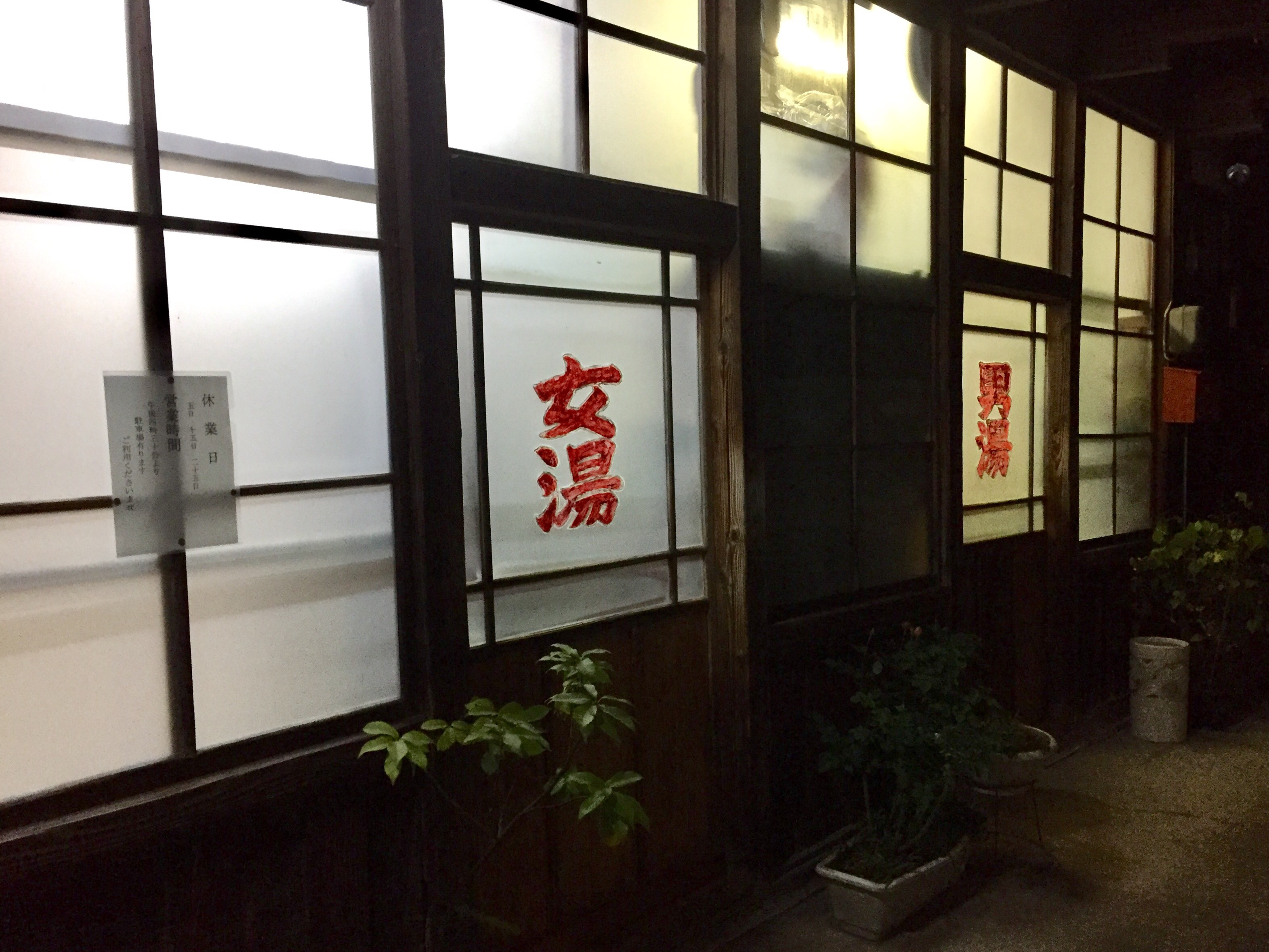
男湯および女湯入口

## 施設情報
現在では廃業しているが、以下は営業していた頃の情報である。

### 営業時間
- 16:00 - 21:00
- 毎月5の付く日（5・15・25日）定休

他不定休（年始や臨時休業など上記日以外でも休みとなる場合あり）
※2017年1月時点の情報

### 料金
- 大人：350円（中学生以上）
- 中人：120円（小学生）
- 小人： 60円（乳幼児）

※2017年1月時点の鳥取県における普通公衆浴場料金

## 所在地
住所：鳥取県倉吉市新町3丁目2292

### 交通
JR山陰本線「倉吉駅」より当銭湯へは約4.5km（徒歩では1時間程）の距離があるが、以下の路線バスによりアクセスすることができる。
- 同駅バスターミナル2番乗り場より、以下の路線バスに乗車[13]
  - 「市内経由線」（西倉吉、関金、広瀬、大宮行き）に乗車（15分程）し、「赤瓦・白壁土蔵」バス停下車（→下車後徒歩5分程）または「新町」バス停下車（→下車後徒歩1分程）
  - 「パークスクエア線」（西倉吉、大河原行き〈いずれもパークスクエアまたは市役所経由〉）に乗車（18分程）し、「白壁土蔵群前」バス停下車（→下車後徒歩5分程）

また、当銭湯の北側には専用駐車場も設けられている。
なお、国鉄倉吉線（1985年廃止）が存在した当時は打吹駅が最寄りであった。